# Бриг (кораб)
Вижте пояснителната страница за други значения на Бриг.
Бригът е двумачтов кораб с прави ветрила на двете мачти. Допълнително към гротмачтата се прикрепя косо гафелно ветрило, наричано спанкер или трисел.

## „Роалд Амундсен“
Известен бриг е „Роалд Амундсен“. Това е кораб за обучение, където се провеждат курсове от 1-2 седмици срещу заплащане. Има основен екипаж, състоящ се от няколко професионалисти, но повечето са любители, които прекарват свободното си време на кораба. Курсистите са включвани в управлението на кораба, учат опъване на ветрила, маневри, навигация, гребане. Но все пак има достатъчно време и за почивка. Единственото, на което се подчинява корабът, е времето и вятърът.